# Спенс
Спортски и пословни центар „Војводина“ (СПЦ „Војводина“), популарно назван као акроним Спенс (СПЕНС; пуни назив: Стонотениско првенство Eвропе Нови Сад), јесте спортско-пословни центар који се налази у Новом Саду, у делу Стари град. Изградња дворане започела је маја 1979, а отворена је 14. априла 1981. године, за 36. светско првенство у стоном тенису.
Спенс су пројектовали Живорад Јанковић и Бранко Булић из Института за урбанизам Архитектонског факултета из Сарајева. Спортско-пословни центар „Војводина“ чине дворана, отворени спортски терени, стадион „Карађорђе“ и гаража с паркинг простором. Површина локације на којој је изграђена дворана „Спенс“ јесте скоро 200.000 m², од тога сам објекат заузима 85.091 m², а стадион Карађорђе чини 32.483 m². Корисна површина затворених спортских простора јест 46.319 m².
Спенс има две хале: велику (капацитет 6.987 места) и малу (капацитет 1.030 места), ледену дворану (капацитета 1.623), затворени базен, куглану, тренажно-такмичарске сале за бокс, џудо и стони тенис, 2 прес-центра и амфитеатар. Поред спортских објеката, у њему се налази око 215 локала, у које су смештене многобројне продавнице.

## Историја
Иницијатива за изградњу СПЦ „Војводина“ потекла је од стране Општинске конференције Савеза социјалистичке омладине и Општинског савеза за физичку културу, са циљем да се прошире могућности за масовно бављење физичком културом грађана, а пре свега младих, као и да се спортским клубовима у Новом Саду пруже оптималне могућности за тренирање и такмичења по највишим светским стандардима. Центар је такође планиран као место које би пружало услове за организовање врхунских приредби културно-забавног карактера.
Иницијатива је разматрана у тадашњој делегатској бази и добила је пуну подршку међу запосленима и грађанима Новог Сада. Изградња објекта предвиђена је пре свега генералним планом града 1950. године, који је рађен у Републичком урбанистичком заводу у Београду.
Континуитет планирања на простору садашњег комплекса Спортског и пословног центра „Војводина“ могуће је пратити кроз генералне планове града из 1963, 1974, 1985. (делимичне измене 1994) и 2000. године.
Локација је на неки начин предодређена положајем фудбалског стадиона, чему је претходио и ишло у прилог исељавање неадекватних ресурса (мини индустријска зона), као и диспозиција постојећих и планираних улица. Активности на реализацији Центра почеле су 1974. године расписивањем југословенског конкурса за урбанистичко и архитектонско решење овог простора, а настављене су у каснијим годинама израдом урбанистичког и архитектонско-грађевинских пројеката и на крају самом изградњом већег дела планираних садржаја крајем седамдесетих и почетком осамдесетих година.

### Изградња
Одлуку о изградњи Центра донела је Скупштина града Новог Сада 12. априла и Скупштина самоуправне интересне заједнице за физичку културу 10. априла 1978. године поводом прихватања кандидатуре Новог Сада за организовање 36. Светског првенства у стоном тенису 1983.
За праћење и надзор ове велике инвестиције, Скупштина општине Нови Сад основала је на истој седници својих већа Дирекцију за изградњу Градског спортског центра „Војводина“, која је 1981. године одлуком Скупштине реорганизована у Радну организацију Спортски и пословни центар „Војводина“ у оснивању у циљу управљања и одржавања Центра.
Средства за изградњу су обезбеђена: 
- путем самодоприноса: 70,80% (грађани Новог Сада и удружена средства СИЗ-а за физичку културу, самоуправни споразум ООУР-А Новосадске, Љубљанске и Војвођанске банке, Самоуправни споразум Народне банке Војводине)
- СИЗ за здравствену заштиту (4,24%)
- СИЗ за опште образовање и васпитање (1,4%)
- СИЗ за физичку културу (из ред. делатности) (2,09%)
- Лутрија Војводине (18,67%)
- федерација са осталим републикама и покрајином Косово и Метохија (2,8%).

На конкурсу расписаном за идејно решење објекта прихваћен је пројекат Института за урбанизам Архитектонског факултета у Сарајеву, пројектаната Жике Јанковића и Бранка Булића.
На простору на коме је изграђен Центар, раније се налазила новосадска фабрика каблова „Новкабел“, која је срушена и изграђена на новој локацији у индустријској зони града. Припрему терена за изградњу извршио је новосадски „УРБИС“- ООУР „Земљиште“, а паралелно са рушењем и рашчишћавањем терена, које је израђено у рекордном року, рађена је инсталација, топловод, водовод, канализација и саобраћајнице. Планирани обим радова завршен је до краја 1978. године.
Првобитна кандидатура Новог Сада односила се на светско првенство 1983. године, али након одустајања НР Кине за организацију првенства 1981. године, и прихватање улоге домаћина за светско првенство 1981, условило је промену у динамици и изградњи Центра. Завод за урбанизам у складу са првонаграђеним конкурсним радом, у складу са важећим прописима израдио је урбанистички пројекат, који није усвајан. На основу овог урбанистичког пројекта реализован је објекат спортског и пословног центра са првом фазом гараже, североисточна трибина фудбалског стадиона и комплекс тенис терена. Делимично су реализовани отворени базен и отворено клизалиште.
Дозвола за грађење објекта добијена је 17. априла 1979. године, а главни извођач радова био је „Неимар“ из Новог Сада.
Изградња је почела 20. маја 1979. године. План је био да се објекат изграђује у фазама, јер је пројекат омогућавао надоградњу (по принципу модула). Припремни радови почели су 3. маја 1979. године, а главни 20. маја 1979. године.
До априла 1981. године изграђени су најнеопходнији садржаји у делу објекта А + Б, који су пружали оптималне услове за одржавање светског првенства у стоном тенису „Спенс 81“ (Велика дворана и Мала дворана, Прес центар, комуникације и сл.).
Након одржаног првенства, до краја 1981. године завршени су започети радови на делу објекта А + Б ради довођења објекта у функцију за редовну експлоатацију.
Октобра исте године одустало се од изградње отворених спортских терена и реконструкције фудбалског стадиона. Обустављена је и започета изградња блока Ц – базени.
Половином 1982. године закључен је уговор са главним извођачем радова „НЕИМАР“ – Нови Сад, о конзервацији блока Ц – базени (покривање: кровна конструкција). Планирано је завршено почетком 1983. године.
Треба имати у виду да је динамика прилива средстава за изградњу објекта била неравномерна у односу на динамику градње, те су се користила кредитна средства,
Од 1982—1985. Године РО у оснивању СПЦ „Војводина“ сва расположива средства усмеравала на враћање доспелих обавеза. Завршене су и пуштене у рад борилачке дворане: џудо, стони тенис и бокс.
Током 1983. ове године завршене су Ледена дворана и куглана са 8 аутоматских стаза.
Крајем 1985. године сачињена је Информација о приоритетима у остваривању услова за наставак изградње објекта.
Априла 1986. године Извршно веће Скупштине града Новог Сада прихватило је понуђену Информацију и донело Закључак, који је у јуну на седници усвојила и Скупштина града. У Закључку се између осталог констатује да су се стекли услови за наставак изградње објекта, са основним тежиштем на завршетку затворених и отворених базена (блок Ц).
Године 1988. изграђени су тениски терени, 1990. године пуштени су у рад затворени базени СПЦ „Војводина“. Уз базене изграђена је стрељана за ваздушно оружје са 30 покретних мета.

### Након изградње
Скупштина општине доноси одлуку којом Радна организација у оснивању постаје Јавно предузеће „Спортски и пословни центар Војводина“ са п. о. Мотиви оснивања Јавног предузећа садржани су у образложењу Предлога одлуке о оснивању Ј. П., а то су : јавно предузеће се оснива „ ради остварења интереса и потребе Града да има спортске дворане, дворане за приредбе и манифестације, да има базене и клизалишта, да тиме нуди и обезбеђује својим грађанима и посетиоцима одговарајући стандард и садржај здравог живота у најширем смислу, а које се финансирају симбиозом лепог и корисног са тржиштем – тако што закуп пословног простора, ради терцијалних делатности у супермодерном амбијенту, обезбеђује основни капитал за одржавање објекта и обртна средства за остале делатности.“
Одлуком о оснивању Јавног предузећа, Скупштина је у саставни део предузећа уврстила и СЦ „Сајмиште“, који је до 01.01.1992. године био под управом Установе за одржавање објеката физичке културе града Новог Сада.

### 2008. година
Према извештају о раду, за последњу пословну годину, 234 спортске екипе свих узрасних категорија и 184 екипе у оквиру спортско рекреативних активности, користило је спортске капацитете ЈП „СПЦ Војводина“. За реализацију тренажног рада спортских организација обезбеђено је 28.302 сата, а у оквиру разноврсних спортско-рекреативних активности искоришћено је 31.829 сати.
Кроз тренажни рад спортских организација прошло је 405.958 спортиста, а спортско-рекреативне садржаје користило је 214.707 корисника. Одржано је 1.475 такмичења-утакмица (530 спортских и 945 рекреативних) у којима је учествовало 40.178 појединаца (25.700 спортиста и 14.478 рекреативаца) пред 106.702 гледалаца (83.571 је пратило спортска, а 23.131 рекреативна такмичења).
На затвореним базенима, клизалишту и на отвореним базенима СЦ „САЈМИШТЕ“ за грађане је обезбеђено 3.458 сати, а наведене просторе у оквиру грађанских смена користило је 197.833 посетилаца (затворене базене- 95.955, отворене базене- 70.751 и клизалиште- 31.127).
У сарадњи са Спортском асоцијацијом Новог Сада организовани су програми: обука непливача, корективни програми и аква-аеробик (обука непливача- 1.54 полазника, корективни програми – 40 полазника и аква-аеробик- 861 полазница). У сарадњи са Савезом за школски спорт и олимпијско васпитање Новог Сада и Градском управом током школских распуста организоване су бесплатне смене на базену и клизалишту, које је користило 8.670 ученика основних и средњих школа. На отвореним базенима СЦ „САЈМИШТЕ“ током јула и августа, у сарадњи са ПК „Нови Сад“ организована је обука непливача, а у сарадњи са Фитнес клубом „Гимнас“ аква-аеробик за жене. У леденој дворани, током њеног рада, у сарадњи са клизачким клубом „Војводина“ организована је школа клизања (265 полазника). На основу изнетих података види се да су спортски простори коришћени 67.540 сати од стране 886.290 корисника (спортиста, грађана и рекреативаца.)

### Реконструкција
Августа 2024 на јавни увид је изложен план који предвиђе реконструкцију објекта Спенса, изградњу нових садржаја, две гараже и хотела.

## Догађаји

#### Спортски
Први спортски догађај је било 36-сто светско првенство у стоном тенису које је трајало од 14. до 26. априла 1981. године.
У великој хали Спенса су игране утакмице Европског првенства у кошарци 2005. године. Спенс је био домаћин групи Д где су играли Србија и Црна Гора, Шпанија, Летонија и Израел, такође је била одиграна и утакмица осмине финала између Србије и Црне горе и Француске.
Светско првенство у кошарци за јуниоре на коме је репрезентација Србије освојила златну медаљу било је одржано јула месеца 2007. године у великој хали.
У јануару 2012. године угостила је групу Ц европског првенства у рукомету. У децембру исте године је такође угостила групу Б на европском првенству у рукомету за жене. Истог месеца следеће године дворана била је домаћин групе Д на светском првенству у рукомету за жене.

#### Други
На Спенсу су поред спортских догађа одржани и многи концерти и друга културна дешавања.
Године 2021. српски репер Ничке 3000 имао је концерт у Спенсу на полувремену кошаркашке утакмице.